# Biuro Szyfrów
Biuro Szyfrów est le bureau du chiffre du renseignement militaire polonais, de 1919 à 1945.

## Histoire
Le 8 mai 1919, la section de cryptographie de l'armée polonaise est fondée par le lieutenant Józef Stanslicki. Quelques mois plus tard, cette section est baptisée Biuro Szyfrów. Elle contribue à la victoire de Piłsudski sur les bolchevistes, pendant la guerre russo-polonaise de 1919-1920. En 1929, le colonel Gwido Langer prend la tête du service. Les transmissions allemandes deviennent la cible prioritaire. Le BS-4 (section allemande) est dirigé par Maksymilian Ciężki. Dans les années trente, Ciężki embauche trois jeunes mathématiciens : Jerzy Różycki, Henryk Zygalski et Marian Rejewski. En 1932, Rejewski fait une des plus grandes avancées de l'histoire de cryptographie, en appliquant des méthodes de mathématiques pures contre Enigma. L'invasion de la Pologne chasse les décrypteurs du Biuro Szyfrów en France, au PC Bruno, puis au Centre Cadix. Quand la zone libre est envahie, ils cherchent à passer en Grande-Bretagne.

### Déchiffrement des messages du commandement soviétique
Les codes russes les plus fréquemment utilisés sont brisés, dès 1919, par un jeune mathématicien, Stefan Mazurkiewicz, futur vice-recteur de l'université de Varsovie.
Pendant la guerre russo-polonaise de 1919-1920, l'état-major russe suit les mêmes procédures de sécurité que sous le tsar pendant la Première Guerre mondiale. Ainsi, l'armée polonaise est informée par les stations radiotélégraphiques russes des mouvements de l'armée soviétique, des objectifs et des ordres d'opérations. L'état-major russe, selon le colonel polonais Mieczysław Ścieżyński : « n'avait pas la moindre hésitation à envoyer tous ses messages opérationnels par radiotélégraphie ; il y avait des périodes pendant la guerre où, dans un but de transmissions opérationnelles et de commandement par l'état-major, aucun autre moyen de transmission ne fut utilisé, les messages étant transmis, soit entièrement ("en clair") soit chiffrés, par des moyens tellement peu sophistiqués que, pour nos spécialistes entrainés, lire ces messages était un jeu d'enfant. Il en était de même pour le bavardage du personnel des stations radiotélégraphiques, dont la discipline était affreusement relâchée. »
Pendant le mois d'août 1920 seulement, les cryptologues polonais décryptent près de 410 messages : du général soviétique Mikhaïl Toukhatchevski, commandant du front nord ; de Léon Trotsky, commissaire soviétique à la guerre ; de commandants d'armée, tel le commandant de la 6e armée[Laquelle ?], Sergieyev[Qui ?] ; le commandant des troupes montées, Semion Boudienny ; le commandant des trois corps de cavaleries, Gaya ; les états-majors des XIIe, XVe et XVIe armées ; de l'état-major du « Groupe Mozyr » (du nom de la ville biélorusse) ; le « Groupe Zolochiv » (du nom de la ville ukrainienne) ; le « Groupe Yakir » (celui du général Iona Yakir) ; des 2, 4, 7, 10, 11, 12, 16, 17, 18, 24, 27, 41, 44, 45, 53, 54, 58 et 60e divisions d'infanterie ; des 8 divisions de cavalerie, etc.
Les interceptions sont, en général, décryptées le jour même, ou le jour suivant, puis immédiatement envoyées à la Section II (renseignement) et à la section opérations de l'état-major polonais. Les messages les plus importants sont lus en entier par le chef d'état-major, voire parfois par le commandant en chef, maréchal Józef Piłsudski.
L'interception et la lecture des signaux par les services secrets polonais fournissent à ces derniers la totalité des ordres d'opérations russes. Les Polonais sont capables de suivre toute la progression de l'armée de Boudienny, pendant la moitié d'août 1920, avec une grande précision, simplement en écoutant la correspondance radiotélégraphique de Toukhatchevski, y compris les conflits historiques entre les deux commandants russes. Les interceptions incluent aussi un ordre de Trotsky au Conseil révolutionnaire de guerre du Front occidental, confirmant les ordres d'opérations de Toukhatchevski, leur conférant ainsi l'autorité du chef suprême des forces armées soviétiques. Un ordre d'opération entier de Toukhatchevski à Boudienny, intercepté le 19 août, est lu le 20, expliquant les missions de toutes les armées de Toukhatchevski, à propos desquelles peu de choses étaient connues auparavant.
Ścieżyński suppose que les Soviétiques ont réussi, de quelque manière, à intercepter les transmissions opérationnelles polonais ; mais il doute que cela leur rapporte quoi que ce soit, puisque la cryptographie polonaise est à la pointe de la cryptographie moderne. En effet, seul un petit nombre de quartiers-généraux soviétiques sont équipés de stations radios, pour cause de pénurie. Les quartiers-généraux polonais sont plus prudents que ceux des Russes, car presque toutes les divisions polonaises utilisent des lignes téléphoniques.
Les cryptologues polonais sont appuyés, sous le commandement du colonel Tadeusz Schaetzel, chef de la Section II de l'état-major polonais. Ils travaillent à la station de radio de Varsovie WAR, un des deux émetteurs radio longue portée de l'époque.
Les cryptologues polonais découvrent, entre autres, l'existence d'un large brèche au flanc gauche de l'Armée rouge. Les Polonais peuvent enfoncer ce flanc pendant la bataille de Varsovie d'août 1920. Grâce à leur travail, le renseignement polonais peut aussi calculer que la 4e armée rouge, ayant perdu contact avec son quartier-général, continue d'avancer vers la Poméranie (Pomorze) le long de la côte balte, quand bien même une retraite générale de l'armée rouge est en cours : la 4e armée est totalement détruite.

### L'entre guerres - décryptage d'Enigma
Le 15 janvier 1929, Gwido Langer prend les fonctions de chef du bureau de renseignements transmissions de l'état-major général. En 1931, le Biuro Szyfrów est formé, par fusion du bureau de renseignement transmissions et du bureau de cryptographie. Le Biuro Szyfrów est chargé de la cryptographie, des transmissions des services de renseignements, du renseignement transmissions et de la radio-goniométrie. En outre, il s'occupe de l'interception et du décryptage des trafics russes et allemands. La section russe est le BS-3. Le BS-4 (section allemande) est dirigé par Maksymilian Ciężki. Le bureau est en rapports avec le département de mathématiques de l'université de Poznań et avec les ingénieurs de la Société Radio AVA.

#### Approches d'Enigma
L'après-midi du dernier samedi de janvier 1929, un colis d'Allemagne est bloqué par la douane de Varsovie. D'après le manifeste, il contient de l'équipement radio. Le représentant de l'entreprise allemande exige que ce colis, expédié par erreur hors valise diplomatique, soit renvoyé en Allemagne avant de passer en douane. Alertés par son insistance, les douaniers préviennent le bureau du chiffre qui s'intéresse de très près aux nouvelles techniques. Mandatés par le bureau du chiffre, Ludomir Danilewiecz et Antoni Palluth ouvrent avec mille précautions la boîte qui contient, non pas une radio, mais une machine à chiffrer. Du samedi soir au lundi matin, ils examinent l'engin sous toutes les coutures, avant de le remballer soigneusement. Il s'agit d'une machine à chiffrer commerciale, de marque « Enigma ». Le bureau du chiffre s'empresse d'en acheter un exemplaire, par des voies tout à fait légales, auprès de son inventeur allemand le Dr Arthur Scherbius, qui la commercialisait dès 1923.
Depuis le 15 juillet 1928, les stations radio allemandes émettent des messages chiffrés à la machine qui sont interceptés par les stations d'écoute polonaises et transmis à la section allemande du bureau du chiffre polonais dont les efforts sont vains. L'affaire est mise de côté. Seules traces, l'Enigma commerciale et plusieurs feuilles de papier couvertes de lettres.
En 1929, le prédécesseur de Langer, commandant Pokorny (parent du capitaine Herman Pokorny, célèbre cryptologue de l'armée austro-hongroise de la Grande guerre), Ciężki et Palluth, animent un stage secret de l'université de Poznań à l'intention d'une sélection d'étudiants en mathématiques. Dix ans plus tard, Marian Rejewski, alors en France (dans le cadre du PC Bruno), découvrira que le cours s'appuyait sur le livre de cryptographie d'un général français, Marcel Givierge, publié en 1925. En septembre 1932, Maksymilian Ciężki propose à trois jeunes espoirs du stage de Poznań de travailler pour le bureau du chiffre : Marian Rejewski, Jerzy Różycki et Henryk Zygalski.

#### Progrès et revers
En 1926, la Kriegsmarine adopte une machine Enigma modifiée ; en 1928, l'armée de terre allemande fait de même. En 1930, le système est très compliqué par l'introduction d'un tableau de connexions (Steckerbrett), qui, pourtant n'utilise encore que six fils de connexion. En septembre et octobre 1932, le bureau du chiffre reçoit du capitaine français Gustave Bertrand des copies de documents allemands, deux manuels et deux pages de clefs quotidiennes. Titres des documents : Gebrauchsanweisung für die Chiffriermaschine Enigma (Instructions de mise en œuvre de la machine à chiffrer Enigma) et Schlüsselanleitung für die Chiffriermaschine Enigma (Instructions de réglage de la machine à chiffrer Enigma). L'an passé, ces copies avaient été communiquées au bureau du chiffre français et au GC&CS qui en avaient reconnu l'intérêt, tout en affirmant qu'elles ne pouvaient pas servir à entamer le décryptage. En décembre 1932, Marian Rejewski fait l'un des plus grands bonds en avant de l'histoire de la cryptologie, en employant des mathématiques pures, la théorie des permutations et groupes,. Il reconstitue les interconnexions des rotors et du réflecteur.

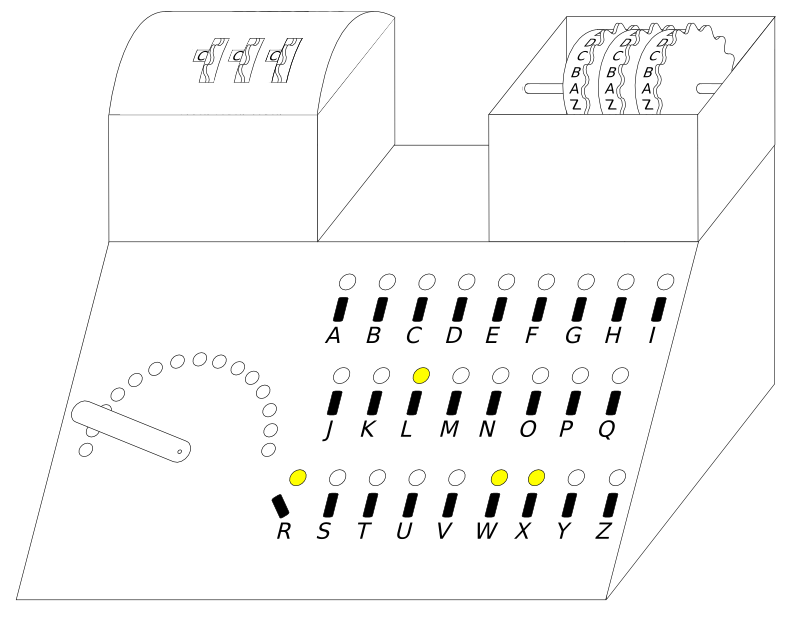
Cyclomètre, conçu, dans les années trente, par Rejewski afin de cataloguer les permutations des cycles mathématiques des structures d'Enigma. 1: Couvercle rotor fermé, 2: Couvercle rotor ouvert, 3: Rhéostat, 4: Lampes, 5: Commutateur, 6: Lettres.

Une fois les structures logiques de l'Enigma militaire mises en équations par Rejewski, le bureau du chiffre passe, à la Société Radio AVA, dont Antoni Palluth est l'un des quatre directeurs, commande de plusieurs répliques d'Enigma aux spécifications de Rejewski. La méthode de Rejewski consiste à exploiter deux faiblesses des procédures opérationnelles allemandes. Première faiblesse, le réglage quotidien de l'indicateur est écrit dans les feuilles de réglage de clefs. Deuxième faiblesse, l'indicateur de trois lettres est frappé deux fois au clavier, ce qui donne six lettres cryptées. Les caractéristiques de l'indicateur ne dépendent pas de l'enfichage du tableau de connexion. Ce qui implique la compilation d'un catalogue de cartes de certaines caractéristiques du réglage de l'indicateur, donc des rotors. Il y a 26 × 26 × 26 = 17 576 positions possibles des rotors pour chacun des six ordres de rotors, au total 105 456 indicateurs possibles.
Les messages Enigma deviennent plus difficiles à décrypter quand l'intervalle entre modifications de l'ordre des rotors, de trimestriel, devient mensuel (février 1936) puis journalier (octobre 1936). De plus, le nombre de fils d'interconnexion passe de six à un nombre compris entre cinq et huit. La méthode de la grille devient moins facile qui repose sur des paires de lettres non connectées au tableau de connexion. Encore plus méfiante que l'aviation et l'armée de terre, la marine allemande (mai 1937) introduit une nouvelle procédure, bien plus hermétique, de choix de l'indicateur, qui ne sera plus brisée avant plusieurs années.
Entre 1932 et 1936, le bureau du chiffre est chargé de responsabilités supplémentaires : transmissions radio entre les postes du service de renseignements en Pologne et à l'étranger, contre-espionnage radio, goniométrie mobile, stations d'interception et d'analyse de trafic pour la localisation des émetteurs d'espions ou d'agents de la Cinquième colonne opérants en Pologne.
Nouveau revers en novembre 1937 quand le brouilleur du réflecteur est remplacé par un modèle dont les interconnexions sont différentes (« Umkehrwalze-B »). Rejewski reconstitue les circuits du nouveau réflecteur, mais il faut recommencer à zéro la compilation du catalogue des caractéristiques, au moyen du cyclomètre construit aux spécifications de Rejewski par la Société Radio AVA.
La BS-4 (section allemande du bureau du chiffre polonais) est hébergée par d'incommodes locaux exigus du Palais de Saxe, bâtiment de l'état-major général à Varsovie, dont les abords sont difficiles à sécuriser. L'Abwehr cherche en permanence à recruter des agents parmi le personnel civil et militaire du bâtiment de l'état-major général. Depuis la rue, il est aisé d'observer et de photographier les allées et venues. En 1937, le bureau emménage en des locaux neufs, spécialement construits, dans les Bois de Kabaty, près de Pyry (Ursynów), sud de Varsovie, où les conditions de travail sont incomparablement meilleures. La sécurité est renforcée.
En janvier 1938, le colonel Stefan Mayer, chef du service de renseignements, donne l'ordre de compiler des statistiques sur une période de deux semaines, en comparant le rapport de messages Enigma résolus au nombre d'interceptions. Le rapport est de 75 pour cent. Marian Rejewski : « Ces 75% ne sont pas la limite de nos capacités. Avec juste un petit renfort d'effectifs, nous aurions atteint 90%, mais une certaine quantité de matériau reste toujours illisible : mauvaise émission, mauvaise réception... ».

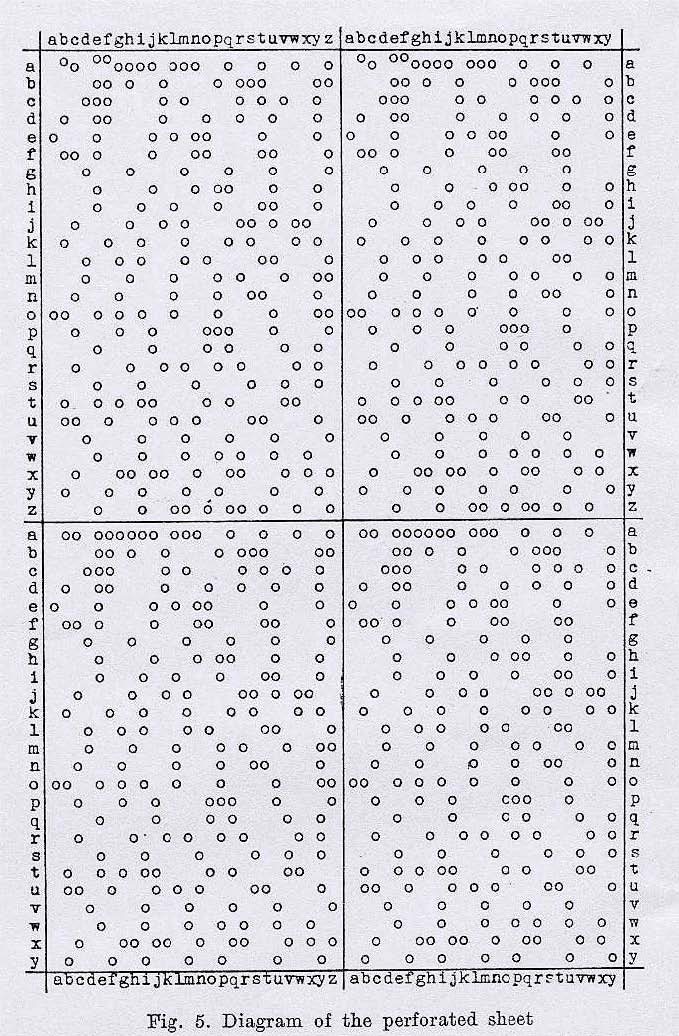
Une Feuille de Zygalski (1938)

Le système de pré-définition du réglage de l'indicateur quotidien de toutes les Enigma d'un réseau, sur lequel repose la méthode des caractéristiques, est modifié le 15 septembre 1938. Une exception, le réseau du Sicherheitsdienst (SD) —qui ne change rien avant le 1er juillet 1939. Désormais, les chiffreurs choisissent eux-mêmes le réglage de l'indicateur. Cependant, la procédure reste vulnérable, car la clef est cryptée deux fois avant transmission. Cette faille est vite exploitée. Henryk Zygalski conçoit une méthode manuelle qui met en œuvre 26 feuilles de Zygalski. Marian Rejewski passe commande de la bombe cryptographique à la Société Radio AVA.
La méthode des feuilles de Zygalski et une bomba ne fonctionnent que pour un seul ordre de brouilleur-rotor, si bien que six jeux de feuilles de Zygalski et six bomby sont produits (Bomby est le pluriel de bomba). Cependant, le 15 décembre 1938, les Allemands introduisent deux nouveaux rotors : chaque jour, il est possible d'en changer trois sur cinq. Le nombre des ordres de rotors éventuels passe de 6 à 60. Le Biuro ne peut plus lire que la petite minorité de messages chiffrés sans les deux nouveaux rotors. Ils n'ont pas les moyens de produire 54 bomby de plus ni 54 jeux de feuilles de Zygalski. Mais le SD utilise encore pour tous ses messages la vieille méthode de réglage de l'indicateur, ce qui permet à Rejewski de remettre en œuvre sa méthode de reconstitution des circuits internes des deux rotors neufs. Un jeu complet de feuilles de Zygalski permettra le décryptage à grande échelle dès janvier 1940. Le 1er janvier 1939, le nombre d'enfichages possibles du tableau de connexion passe d'entre cinq et huit à entre sept et dix.
Le 1er septembre 1939, Leśniak et ses collègues du bureau de situation de la section allemande du service de renseignement de l'état-major général, qui travaillent depuis deux ou trois ans à établir l'ordre de bataille ennemi, en ont reconstitué 95 pour cent. L'offensive allemande n'est pas une surprise, cependant la réponse alliée le sera.

#### Partage avec les Alliés français et britannique
Les premières rencontres tripartites ont lieu à Paris les 9 et 10 janvier 1939 et elles sont décevantes. On convient de partager tous les progrès du décryptage, mais du côté français et anglais il y en a peu et les Polonais ont l'ordre de ne rien divulguer. Le GC et CS sont représentés par Alastair Denniston, Hugh Foss et Dilly Knox. Ce dernier expose sa méthode du rodding et les Polonais ̩demandent sa présence à la prochaine rencontre.
C'est au siège du Bureau du chiffre polonais à Pyry que les décrypteurs des trois pays se rencontrent de nouveau les 25 et 26 juillet 1939, après une réunion préliminaire du 24 juillet à Varsovie. Cette fois-ci, sur l'ordre de l'état-major polonais, Gwido Langer, Maksymilian Ciężki et Stefan Mayer révèlent les réussites polonaises et explique aux représentants de services français et britanniques présents : Gustave Bertrand, Henri Braquenié (de), Alastair Denniston, Dilly Knox et le capitaine de frégate Sandwith, pacha des stations d'interception et de radio-goniométrie de la Royal Navy, comment ils ont brisé les codes d'Enigma. La première chose que Knox veut connaitre est les connexions du réflecteur d'entrée et il est mortifié par la simplicité de la réponse. En effet, en travaillant à la reconstitution de l'Enigma militaire en 1932, Marian Rejewski avait résolu un élément crucial pour le décodage d'Enigma. Il avait découvert que les lettres de l'alphabet du réflecteur d'entrée sont câblées dans l'ordre alphabétique normal. 
La France et La Grande-Bretagne reçoivent alors une réplique d'Enigma, plus une documentation sur les équipements associés, bombe cryptologique et feuilles de Zygalski. En retour, les Britanniques s'engagent à préparer deux jeux complets de feuilles de Zygalski pour chacun des 60 ordres éventuels de rotors.
Le 1er août 1939, Knox adresse au Biuro une lettre en polonais pour lui remercier « de la coopération et la patience. » Dans le pli, de petits bâtons de papier et un foulard Derby à l'image d'un cheval gagnant. Les petits bâtons symbolisent les rods de Dilly. Le cheval, la course au décryptage gagnée par les Polonais.
Le cadeau que font les Polonais en offrant à ses alliées Enigma cinq semaines avant le début de la guerre, n'intervient pas trop tôt. Gordon Welchman dit : « Ultra n'aurait jamais décollé si nous n'avions appris des Polonais, au tout dernier moment, tous les détails du fonctionnement de l'Enigma militaire et des procédures de mise en œuvre.»
Peter Calvocoressi, chef de la section Luftwaffe de la Hutte 3, dit de la contribution polonaise : « Point-clef : que vaut-elle ? D'après les meilleurs juges, elle a accéléré la lecture d'Enigma de peut-être un an. Les Britanniques n'ont pas adopté les techniques polonaises, mais ils ont été éclairés par elles. ».

### Le Bureau du chiffre polonais pendant la guerre
Après l'invasion allemande, dès le 5 septembre 1939, le bureau du chiffre est évacué de Varsovie et les documents secrets sont brûlés. Trois jours plus tard, les décrypteurs arrivent à Brest-Litovsk. Ils reçoivent alors l'ordre d'abandonner leurs épouses et enfants. Leurs camions de matériel tombent en panne d'essence près des lignes soviétiques. Le matériel est enterré. Langer et Ciężki gardent chacun une réplique d'Enigma. Dans la nuit du 17 septembre, le premier groupe de décrypteurs atteint la frontière roumaine. Ayant reçu l'ordre de se présenter à un camp de réfugiés, ils prennent un train pour Bucarest. L'attaché militaire polonais leur conseille de s'adresser aux ambassades de France et de Grande-Bretagne. L'ambassade de France leur fournit des visas et des billets de train.
Pendant toute la guerre les cryptologues sont recherchés. Surveillées par les services allemands, leurs familles reçoivent d'étranges visites. D'octobre 1939 à juin 1940, le bureau du chiffre polonais réfugié en France, travaille au PC Bruno, près de Paris. Après l'armistice, PC Bruno est replié au Centre Cadix, près d'Uzès, zone libre. Cadix est en relations avec le poste d'Alger des services spéciaux polonais. Le 9 janvier 1942, trois cryptologues : Jerzy Różycki (BS-4), Smoleński et Graliński (BS-3), se noient pendant une traversée de la Méditerranée. Après l'invasion de la zone libre, Gustave Bertrand refuse d'exfiltrer ses Polonais Afrique du Nord passée sous contrôle allié. Quand il change d'avis, plusieurs tentatives bâclées échouent. Les relations s'enveniment.
En janvier 1943, Rejewski et Zygalski partent pour la Grande-Bretagne, via l'Espagne et le Portugal. Malgré leur expérience, ils ne sont pas affectés au décryptage d'Enigma à BP, mais au décryptage manuel de codes mineurs.
Le 15 janvier 1943, Paszkowski et son épouse enceinte tentent le passage des Pyrénées. À la descente de l'autobus de Prats de Mollo, Mme Paszkowski est prise de contractions. Le couple se réfugie à Perpignan où Mme Paszkowski accouche d'un garçon. Pendant toute la durée de l'occupation, les Paszkowski sont cachés par un officier du SR français et par la famille de Maurice, le chauffeur de Bertrand. Ils survivent grâce à la très forte somme d'argent remise par Langer, puis grâce à l'aide d'un réseau polonais de Résistance.
Le lieutenant de réserve Sylvester Palluth et un employé civil, Stanisław Szachno, échappent eux aussi aux recherches.
Langer, Ciężki, Palluth, Fokczyski et Gaca sont arrêtés alors qu'ils tentent de franchir les Pyrénées la nuit du 10 au 11 mars 1943. Langer et Ciężki sont expédiés au Frontstalag 122 de Compiègne, puis au SS-Sonderkommando de Schloss Eisenberg (Tchécoslovaquie), satellite du KL Flossenburg. Palluth, Fokczyski et Gaca à Sachsenhausen où deux périssent : Antoni Palluth tué par un bombardement et Fokczyski mort d'épuisement. 
En mars 1944, Langer et Ciężki, retrouvés par l'Abwehr, confessent les décryptages polonais d'avant-guerre. Mais ils ne disent rien de leurs activités depuis octobre 1939.

### Après-guerre
Mayer, Langer, Ciężki et Zygalski terminent leurs jours en Grande-Bretagne où ils sont tenus par le Secret Act de ne rien révéler de leurs activités passées. Rejewski retourne en Pologne retrouver sa famille. Lui aussi garde la bouche cousue, malgré les interrogatoires des services staliniens. En 1969, il écrit ses mémoires pour l'institut historique de l'armée polonaise. Wiktor Mchelowski du BS-4 passe en Angleterre où il reste, après la guerre, jusqu'à sa mort en 1973. Le sort d'autres décrypteurs passés en France : Ryszard Krajewski et Kazimierz Gaca, est inconnu. De même, celui de Stanisław Betlewski et des frères Danilewicz, Leonard et Ludomir.